# Звірозубі
Теріодо́нти або Звірозу́бі (Theriodontia) — клада терапсид (Therapsida), що підрозділяється на три основні групи: горгонопси, тероцефали та цинодонти. У сучасній фауні теріодонти представлені ссавцями[відсутнє в джерелі]. З іншими теріодонтами ссавців об'єднує подібна будова щелепи, хребту і кінцівок, а також розподіл зубів на ікла, різці та корінні.

## Еволюційна історія
Ранні теріодонти, можливо, були теплокровними. Примітивні форми були м'ясоїдними, але кілька пізніших груп стали травоїдними у тріасі. Щелепи ранніх теріодонтів були більш схожі на щелепи ссавців, ніж інших терапсид, бо їх зубна кістка була більшою, що давало їм більш ефективну жувальну здатність. Крім цього, кілька інших кісток, що знаходилися на нижній щелепі (подібні у рептилій), перемістилися у вуха, що дозволило звірозубим краще чути й ширше відкривати рот. Це зробило теріодонтів найуспішнішою групою синапсидів.

## Філогенія
Філогенетичне положення таксона можна подати через спрощену кладограму:

|                | † Gorgonopsia                                                                  |
|                |                                                                                |
| Eutheriodontia | \| \| † Therocephalia \| \| \| \| \| \| Cynodontia (вкл. Mammalia) \| \| \| \| |
|                | \| \| † Therocephalia \| \| \| \| \| \| Cynodontia (вкл. Mammalia) \| \| \| \| |
|                | † Therocephalia                                                                |
|                |                                                                                |
|                | Cynodontia (вкл. Mammalia)                                                     |
|                |                                                                                |

|  | † Therocephalia            |
|  |                            |
|  | Cynodontia (вкл. Mammalia) |
|  |                            |

|                | † Gorgonopsia                                                                  |
|                |                                                                                |
| Eutheriodontia | \| \| † Therocephalia \| \| \| \| \| \| Cynodontia (вкл. Mammalia) \| \| \| \| |
|                | \| \| † Therocephalia \| \| \| \| \| \| Cynodontia (вкл. Mammalia) \| \| \| \| |
|                | † Therocephalia                                                                |
|                |                                                                                |
|                | Cynodontia (вкл. Mammalia)                                                     |
|                |                                                                                |

|  | † Therocephalia            |
|  |                            |
|  | Cynodontia (вкл. Mammalia) |
|  |                            |

|                | † Gorgonopsia                                                                  |
|                |                                                                                |
| Eutheriodontia | \| \| † Therocephalia \| \| \| \| \| \| Cynodontia (вкл. Mammalia) \| \| \| \| |
|                | \| \| † Therocephalia \| \| \| \| \| \| Cynodontia (вкл. Mammalia) \| \| \| \| |
|                | † Therocephalia                                                                |
|                |                                                                                |
|                | Cynodontia (вкл. Mammalia)                                                     |
|                |                                                                                |

|  | † Therocephalia            |
|  |                            |
|  | Cynodontia (вкл. Mammalia) |
|  |                            |

|                | † Gorgonopsia                                                                  |
|                |                                                                                |
| Eutheriodontia | \| \| † Therocephalia \| \| \| \| \| \| Cynodontia (вкл. Mammalia) \| \| \| \| |
|                | \| \| † Therocephalia \| \| \| \| \| \| Cynodontia (вкл. Mammalia) \| \| \| \| |
|                | † Therocephalia                                                                |
|                |                                                                                |
|                | Cynodontia (вкл. Mammalia)                                                     |
|                |                                                                                |

|  | † Therocephalia            |
|  |                            |
|  | Cynodontia (вкл. Mammalia) |
|  |                            |

## Класифікація
- 'Звірозубі' (Theriodontia) *
  - Клада †Gorgonopsia
    - Родина †Gorgonopsidae

  - Eutheriodontia
    - Підряд †Therocephalia
      - Родина †Lycosuchidae

    - (Клада) †Scylacosauria
      - Родина †Scylacosauridae

    - Інфраряд †Eutherocephalia
      - Родина †Hofmeyriidae
      - Родина †Moschorhinidae
      - Родина †Whaitsiidae
      - Надродина Bauriodea
        - Родина †Bauriidae
        - Родина †Ericiolacteridae
        - Родина †Ictidosuchidae
        - Родина †Ictidosuchopsidae
        - Родина †Lycideopsidae

    - Клада Cynodontia *
      - Родина †Dviniidae
      - Родина †Procynosuchidae
      - (Клада) Epicynodontia
        - Родина †Galesauridae
        - Родина †Thrinaxodontidae
        - Інфаряд Eucynodontia
          - (Клада) †Cygnognathia
            - Родина †Cynognathidae
            - Родина †Diademodontidae
            - Родина †Traversodontidae
            - Родина †Trirachodontidae
            - Родина †Tritylodontidae

          - (Клада) Probainognathia
            - Родина †Chinquodontidae
            - Родина †Probainognathidae
            - (Клада) †Ictidosauria
              - Родина †Tritheledontidae

            - (Клада) Mammaliaformes